# Камара Ісар
Камара Ісар (крим. Qamara İsar) — середньовічний замок XIII—XV століття у південно-західній частині Криму. Розташовується за 1 км на південь від села Оборонне в Балаклавському районі, на вершині скелястої височини, званого Аю-Кая або Хаос. Фортеця також відома під назвами Камара-Ісар та Камарське укріплення.
Площу розміром 63×20 м з трьох боків (із заходу, півдня і сходу) обгороджено фортечними стінами завтовшки 1,2-1,5 м, які були складені зі злегка підтесаного місцевого мармуроподібного вапняку на вапняному розчині. Стіна практично скрізь розібрана вщент, але подекуди збереглася на висоту до 2,5 м. Замок мав дві квадратні в плані вежі. На південно-західному фланзі оборони розташована квадратна вежа-донжон розміром 7,5×7,5 м, на східному — фланкувальний виступ. На території замку видно залишки будівель. Біля однієї з веж проглядається кругла горловина колодязя або цистерни. На території укріплення численні фрагменти черепиці та посудин XIII—XV століть.
В'їзд у фортецю, мабуть, знаходився у східній стіні. На верхній точці видно руїни невеликої гарнізонної церкви розміром 3×6 м, стіни якої складені з бута на вапняному розчині. Археологічні дослідження цього храму проведено 2011 року.
У 1278 р. замок був зруйнований монголами. У XV ст. ймовірно, під його контролем були три селища, що входили до складу Мангупського кадилика: Чембало (Балаклава), Кадикой і Камари. Після захоплення генуезцями Чембало до них відійшло і селище Кадикой. Кордонами цієї вотчини, мабуть, служили: на заході — Каранські висоти, з півночі — південні схили Федюкиних висот у долині Чорної річки, а з південного сходу і сходу — Суха річка (Куру-Озен), що впадає в Чорну річку  (Кизикли-Озен) біля села Чорноріччя (Чоргунь).